# Riet Maes
Riet Maes (Halle, 8 april 2002) is een Belgische voetbalkeepster die speelt bij KAA Gent Ladies in de Lotto Super League. Ze doorliep alle nationale jeugdploegen en mocht in februari 2024 genieten van een 1e selectie bij de Red Flames.

## Clubloopbaan
Riet begon in 2008 als 6-jarige bij de plaatselijke voetbalclub KFC Wambeek. Begonnen als een vlot scorende speelster, werd ze op 8 jarige leeftijd keeper. Ze speelde in een jongensploeg tot aan de u15, waar ze ook kapitein van de ploeg was. Vanaf 2015 speelde ze ook 2 seizoenen bij de dames van FC Dames Ternat. In 2017 maakte ze de overstap naar Eendracht Aalst Ladies. Na een half seizoen werd ze daar 1e keeper om haar periode in Aalst af te sluiten met een titel in 1e nationale. In 2020 maakte ze de overstap naar KAA Gent Ladies, waar ze 2e keeper werd achter Nicky Evrard. Vanaf het seizoen  2022/2023 werd ze eerste keeper. 
In seizoen 2023/24 speelde ze alle competitie- en bekerwedstrijden en plaatste zich met de KAA Gent Ladies voor de tweede opeenvolgende keer voor play-off 1. Ze bereikten ook de halve finale van de Beker van België. Maes droeg ook enkele wedstrijden het truitje voor de meeste clean-sheets. Ze sloot de reguliere competitie af met 8 clean-sheets. Haar bijnaam is ‘Rietje clean sheetje’. KAA Gent Ladies speelde de play-offs (met 6 ploegen) en eindigde op de 5e plaats.
In het seizoen 2024/25 speelt Riet nog altijd voor KAA Gent Ladies. Ze verlengde haar contract tot en met het seizoen 2025/26.

## Overzicht clubs
- 2008 – 2016: KFC Wambeek
- 2015 – 2017: FC Dames Ternat
- 2017 - 2020 :Eendracht Aalst Ladies
- 2020 - … KAA Gent Ladies

## Nationale ploeg
Riet kreeg in februari 2024 haar 1e selectie voor de Red Flames. Voor de barrageduels in de Nations League tegen Hongarije. Haar 1e selectie voor de nationale jeugdploegen kreeg ze bij de U15. Haar eerste wedstrijd was een thuiswedstrijd tegen Nederland op 26 mei 2017. Daarna werd ze in alle categorieën opgeroepen en zit in totaal aan 40 jeugdselecties en 14 caps. 
- Red Flames: 0 caps (6 selecties)
- Flames U23: 2 caps (20 selecties)
- Flames U19: 3 caps (4 selecties)
- Flames U17: 3 caps (8 selecties)
- Flames U16: 5 caps (7 selecties)
- Flames U15: 1 cap (1 selectie)

## Podcast 'Buiten De Lijnen'
Riet heeft samen met Nia Elyn en Josefien Hendrickx  de podcast 'Buiten De Lijnen' waar ze over het vrouwenvoetbal praten. Riet en Nia zijn zelf met de podcast begonnen. Ze kregen de kans om via de MidMid academie de podcast verder uit te bouwen. Sinds 2023 werken ze onder de vleugels van Friends of Sports.  

## TV
Riet maakte op zaterdag 13 juli 2025 haar debuut als analiste bij Sporza. Ze was toen samen met Heleen Jacques gast bij de EK-wedstrijd Nederland - Frankrijk. Daarna was ze ook nog te gast, samen met Imke Courtois, voor de halve finale tussen Engeland en Italie.  
Dat was niet het eerste TV-optreden van Riet. Toen ze 5 jaar was had ze als klein meisje een kleine rol in de aflevering 'Dierbaar Vaderland' van FC De Kampioenen (seizoen 18 aflevering 9). 

## Palmares
- 2019/2020 kampioen 1e nationale Eendracht Aalst Ladies